# Zeltfestival Konstanz
Das Zeltfestival Konstanz ist ein jährlich stattfindendes Musikfestival in Konstanz am Bodensee, das in der Regel im Juni auf „Klein Venedig“ stattfindet. Im großen Biergarten am Seeufer gibt es eine Freilichtbühne, auf der sich regionale Größen präsentieren. Das Zeltfestival fand erstmals 1995 statt und pausierte zwischen 2008 und 2014, weil die Veranstaltung nicht mehr kostendeckend war. Durch die Beteiligung der Städte Konstanz und Kreuzlingen konnte das Zeltfestival 2015 als grenzüberschreitendes Kulturereignis wiederbelebt werden. Vom 27. Mai bis zum 5. Juni 2016 fand das Zeltfestival wieder ausschließlich in Konstanz statt. Seit 2017 findet das Zeltfestival aus wirtschaftlichen Gründen nicht mehr statt.
Im überdachten Hauptzelt traten nationale und internationale Künstler unterschiedlicher Genres auf. Zu den Höhepunkten im Hauptzelt zählten unter anderem die Auftritte von Bob Dylan, B.B. King, Michael Mittermeier, Gianna Nannini, Patricia Kaas, Al Jarreau, Manfred Mann’s Earth Band, BAP und Jethro Tull. Auf der Freilichtbühne sind es vor allem regionale Größen, welche die Gäste im Biergarten unterhalten.